# Босанка (Дубровник)
42°38′ пн. ш. 18°07′ сх. д. / 42.64° пн. ш. 18.12° сх. д.
Босанка (хорв. Bosanka) — населений пункт у Хорватії, у Дубровницько-Неретванській жупанії у складі міста Дубровник.

## Населення
Населення за даними перепису 2011 року становило 139 осіб.
Динаміка чисельності населення поселення: